# 15. Screen Actors Guild-gála
A 15. Screen Actors Guild-gála a 2008-as év legjobb filmes és televíziós alakításait értékelte. A díjátadót 2009. január 25-én tartották a Los Angeles-i Shrine Auditoriumban. A ceremóniát a TNT és a TBS televízióadók egyszerre közvetítették élőben. A jelöltek listáját 2008. december 18-án jelentette be Angela Bassett és Eric McCormack a los angelesi Pacific Design Centerben található Silver Screen Theaterben.

## Győztesek és jelöltek

### Film
| Legjobb férfi főszereplő | Legjobb férfi főszereplő | Legjobb női főszereplő     | Legjobb női főszereplő |
| --- | --- | -------------------------- | --- |
| | - Sean Penn – Milk (Harvey Milk) - Richard Jenkins – A látogató (Walter Vale) - Frank Langella – Frost/Nixon (Richard Nixon) - Brad Pitt – Benjamin Button különös élete (Benjamin Button) - Mickey Rourke – A pankrátor (Randy "The Ram" Robinson) |                            | - Meryl Streep – Kétely (Aloysius Beauvier) - Anne Hathaway – Rachel esküvője (Kym) - Angelina Jolie – Elcserélt életek (Christine Collins) - Melissa Leo – A befagyott folyó (Ray Eddy) - Kate Winslet – A szabadság útjai (April Wheeler) |
| Legjobb férfi mellékszereplő | Legjobb férfi mellékszereplő | Legjobb női mellékszereplő | Legjobb női mellékszereplő |
| | - Heath Ledger – A sötét lovag (Joker) (posztumusz) - Josh Brolin – Milk (Dan White) - Robert Downey Jr. – Trópusi vihar (Kirk Lazarus) - Philip Seymour Hoffman – Kétely (Brendan Flynn) - Dev Patel – Gettómilliomos (Jamal Malik)                |                            | - Kate Winslet – A felolvasó (Hanna Schmitz) - Amy Adams – Kétely (James) - Penélope Cruz – Vicky Cristina Barcelona (María Elena) - Viola Davis – Kétely (Mrs. Miller) - Taraji P. Henson – Benjamin Button különös élete (Queenie)        |
| Legjobb szereplőgárda (mozifilm) | |                            | |
| - Gettómilliomos – Rubina Ali, Tanay Chheda, Ashutosh Lobo Gajiwala, Azharuddin Mohammed Ismail, Anil Kapoor, Irrfán Khán, Ayush Mahesh Khedekar, Tanvi Ganesh Lonkar, Madhur Mittal, Dev Patel, Freida Pinto - Benjamin Button különös élete – Mahershala Ali, Cate Blanchett, Jason Flemyng, Jared Harris, Taraji P. Henson, Elias Koteas, Julia Ormond, Brad Pitt, Phyllis Somerville, Tilda Swinton - Kétely – Amy Adams, Viola Davis, Philip Seymour Hoffman, Meryl Streep - Frost/Nixon – Kevin Bacon, Rebecca Hall, Toby Jones, Frank Langella, Matthew MacFadyen, Oliver Platt, Sam Rockwell, Michael Sheen - Milk – Josh Brolin, Joseph Cross, James Franco, Victor Garber, Emile Hirsch, Diego Luna, Denis O'Hare, Sean Penn, Alison Pill | |                            | |
| Legjobb kaszkadőrgárda (mozifilm) | |                            | |
| - A sötét lovag - Hellboy II. – Az aranyhadsereg - Indiana Jones és a kristálykoponya királysága - A Vasember - Wanted | |                            | |

### Televízió
| Legjobb színész (minisorozat vagy tévéfilm) | Legjobb színész (minisorozat vagy tévéfilm) | Legjobb színésznő (minisorozat vagy tévéfilm) | Legjobb színésznő (minisorozat vagy tévéfilm) |
| --- | --- | --------------------------------------------- | --- |
| | - Paul Giamatti – John Adams (John Adams) - Ralph Fiennes – Bernard és Doris (Bernard Lafferty) - Kevin Spacey – Újraszámlálás (Ron Klain) - Kiefer Sutherland – 24 – A szabadulás (Jack Bauer) - Tom Wilkinson – John Adams (Benjamin Franklin)                        |                                               | - Laura Linney – John Adams (Abigail Adams) - Laura Dern – Újraszámlálás (Katherine Harris) - Shirley MacLaine – Coco Chanel (Coco Chanel) - Phylicia Rashad – Küzdelmes élet (Lena Younger) - Susan Sarandon – Bernard és Doris (Doris Duke)                                   |
| Legjobb színész (drámasorozat) | Legjobb színész (drámasorozat) | Legjobb színésznő (drámasorozat)              | Legjobb színésznő (drámasorozat) |
| | - Hugh Laurie – Doktor House (Dr. Gregory House) - Michael C. Hall – Dexter (Dexter Morgan) - Jon Hamm – Mad Men – Reklámőrültek (Don Draper) - William Shatner – Boston Legal – Jogi játszmák (Denny Crane) - James Spader – Boston Legal – Jogi játszmák (Alan Shore) |                                               | - Sally Field – Testvérek (Nora Walker) - Mariska Hargitay – Esküdt ellenségek: Különleges ügyosztály (Olivia Benson) - Holly Hunter – Saving Grace (Grace Hanadarko) - Elisabeth Moss – Mad Men – Reklámőrültek (Peggy Olson) - Kyra Sedgwick – A főnök (Brenda Leigh Johnson) |
| Legjobb színész (vígjátéksorozat) | Legjobb színész (vígjátéksorozat) | Legjobb színésznő (vígjátéksorozat)           | Legjobb színésznő (vígjátéksorozat) |
| | - Alec Baldwin – A stúdió (Jack Donaghy) - Steve Carell – The Office (Michael Scott) - David Duchovny – Kaliforgia (Hank Moody) - Jeremy Piven – Törtetők (Ari Gold) - Tony Shalhoub – Monk – A flúgos nyomozó (Adrian Monk)                                            |                                               | - Tina Fey – A stúdió (Liz Lemon) - Christina Applegate – Nem ér a nevem (Samantha Newly) - America Ferrera – Ki ez a lány? (Betty Suarez) - Mary-Louise Parker – Nancy ül a fűben (Nancy Botwin) - Tracey Ullman – Tracey Ullman's State of the Union (több szereplő)          |
| Legjobb szereplőgárda (drámasorozat) | |                                               | |
| - Mad Men – Reklámőrültek – Bryan Batt, Alison Brie, Michael Gladis, Jon Hamm, Aaron Hart, Christina Hendricks, January Jones, Vincent Kartheiser, Mark Moses, Elisabeth Moss, Kiernan Shipka, John Slattery, Rich Sommer, Aaron Staton - Boston Legal – Jogi játszmák – Candice Bergen, Saffron Burrows, Christian Clemenson, Taraji P. Henson, John Larroquette, William Shatner, James Spader, Tara Summers, Gary Anthony Williams - A főnök – G. W. Bailey, Michael Paul Chan, Raymond Cruz, Tony Denison, Robert Gossett, Phillip P. Keene, Gina Ravera, Corey Reynolds, Kyra Sedgwick, J. K. Simmons, Jon Tenney - Dexter – Preston Bailey, Julie Benz, Jennifer Carpenter, Valerie Cruz, Kristin Dattilo, Michael C. Hall, Desmond Harrington, C. S. Lee, Jason Manuel Olazabal, David Ramsey, James Remar, Christina Robinson, Jimmy Smits, Lauren Vélez, David Zayas - Doktor House – Lisa Edelstein, Omar Epps, Peter Jacobson, Hugh Laurie, Robert Sean Leonard, Jennifer Morrison, Kal Penn, Jesse Spencer, Olivia Wilde | |                                               | |
| Legjobb szereplőgárda (vígjátéksorozat) | |                                               | |
| - A stúdió – Scott Adsit, Alec Baldwin, Katrina Bowden, Tina Fey, Judah Friedlander, Jane Krakowski, Jack McBrayer, Tracy Morgan, Maulik Pancholy, Keith Powell - Született feleségek – Kendall Applegate, Andrea Bowen, Charlie Carver, Max Carver, Ricardo Antonio Chavira, Gary Cole, Marcia Cross, Dana Delany, James Denton, Lyndsy Fonseca, Rachel Fox, Teri Hatcher, Zane Huett, Felicity Huffman, Kathryn Joosten, Brent Kinsman, Shane Kinsman, Joy Lauren, Eva Longoria, Kyle MacLachlan, Neal McDonough, Joshua Moore, Shawn Pyfrom, Doug Savant, Nicollette Sheridan, Brenda Strong - Törtetők – Kevin Connolly, Kevin Dillon, Jerry Ferrara, Adrian Grenier, Rex Lee, Jeremy Piven, Perrey Reeves - The Office – Leslie David Baker, Brian Baumgartner, Creed Bratton, Steve Carell, Jenna Fischer, Kate Flannery, Melora Hardin, Ed Helms, Mindy Kaling, Angela Kinsey, John Krasinski, Paul Lieberstein, B. J. Novak, Oscar Nuñez, Craig Robinson, Phyllis Smith, Rainn Wilson - Nancy ül a fűben – Demián Bichir, Julie Bowen, Enrique Castillo, Guillermo Diaz, Alexander Gould, Allie Grant, Justin Kirk, Hemky Madera, Andy Milder, Kevin Nealon, Mary-Louise Parker, Hunter Parrish, Elizabeth Perkins, Jack Stehlin | |                                               | |
| Legjobb kaszkadőrgárda (televízió) | |                                               | |
| - Hősök - A főnök - Friday Night Lights – Tiszta szívvel foci - A szökés - Az egység | |                                               | |

### Screen Actors Guild-életműdíj
- James Earl Jones

## In Memoriam
A gála "in memoriam" szegmense az alábbi, 2008-ban elhunyt személyekről emlékezett meg:
- Charlton Heston
- Ivan Dixon
- Kim Chan
- Don S. Davis
- Majel Barrett
- David Groh
- Stanley Kamel
- Harvey Korman
- Edie Adams
- Paul Scofield
- Mel Ferrer
- Sam Bottoms
- Cyd Charisse
- Robert Prosky
- Robert DoQui
- Don LaFontaine
- Patrick McGoohan
- Christopher Allport
- Dick Martin
- Paul Benedict
- Gil Stratton
- Beverly Garland
- Sydney Pollack
- Isaac Hayes
- Evelyn Keyes
- Barry Morse
- John Phillip Law
- Ruth Cohen
- Ricardo Montalbán
- Augusta Dabney
- George Furth
- Van Johnson
- Bernie Mac
- Pat Hingle
- Don Galloway
- George Carlin
- Richard Widmark
- Estelle Getty
- Bernie Hamilton
- Roy Scheider
- Eartha Kitt
- Nina Foch
- Paul Newman

## Fordítás
- Ez a szócikk részben vagy egészben  a(z)   15th Screen Actors Guild Awards című angol Wikipédia-szócikk fordításán alapul.  Az eredeti cikk szerkesztőit annak laptörténete sorolja fel. Ez a jelzés csupán a megfogalmazás eredetét és a szerzői jogokat jelzi, nem szolgál a cikkben szereplő információk forrásmegjelöléseként.